# Laniakea-szuperhalmaz

A Laniakea-szuperhalmaz kifejezést 2014. szeptember 3-án publikálta csillagászok csoportja, R. Brent Tully vezetésével (Hawaii Egyetem) a Nature című tekintélyes természettudományos lapban. A halmazt galaxisok laza csoportjai alkotják és azok egymáshoz viszonyított sebessége határozza meg.
A Föld, az őt tartalmazó Naprendszerrel, a Naprendszert tartalmazó Tejútrendszerrel, és a Tejútrendszert tartalmazó Lokális Csoporttal együtt a Laniakea szuperhalmaz része, annak egyik oldalágán helyezkedik el. A Lokális Csoport továbbra is a Virgo-szuperhalmaz része (ez volt az eddigi definíció), de a Virgo-szuperhalmaz csupán a Laniakea szuperhalmaz egyik részterülete.

## Leírása
A Laniakea szuperhalmaz átmérője mintegy 520 millió fényév (160 Mpc). 100 000 galaxis alkotja, tömege 100 billiárd (1·1017) naptömeg.
A szuperhalmazok az univerzum (eddig felismert) legnagyobb struktúrái, melyeket galaxisok csoportjai alkotnak.
A Laniakea struktúrájának felismeréséhez a tudósok rádióteleszkópok által végzett 8000 galaxis sebességmérését használták fel, amiből kivonták a kozmikus tágulás átlagos értékét. Minden szuperhalmazon belül a galaxisok mozgása „befelé” történik. A Laniakea szuperhalmazon belül ez a Nagy Attraktornak nevezett hely, ami felé a galaxisok mozgása, különféle ívelt pályákon, végső soron irányul.
A tudóscsoport más struktúrákat is felfedezett, köztük a Shapley szuperhalmaz-nak nevezett területet, ami felé a Laniakea mozog.

## Elhelyezkedése
A Laniakea szuperhalmaz szomszédos szuperhalmazai: Shapley-szuperhalmaz, Hercules-szuperhalmaz, Coma-szuperhalmaz és a Perseus-Pisces-szuperhalmaz.

## Neve
A Laniakea hawaii nyelven azt jelenti: „mérhetetlenül hatalmas égbolt” („lani”: „égbolt”, „akea”: „óriási méretű, mérhetetlen, hatalmas”).
A nevet Nawa'a Napoleon egyetemi docens, a hawaii nyelv tanára javasolta az őskori polinéziai hajósok tiszteletére, akik a Csendes-óceán óriási kiterjedésű területén képesek voltak a ma ismert, modern technikai eszközök nélkül, az égbolt és a tengeráramlatok megfigyelésével hajózni.